# Christophe Bouchut
Christophe Bouchut (Voiron, 24 de setembro de 1966) é um automobilista francês. Bouchut foi o vencedor das 24 Horas de Le Mans de 1993, juntamente com Geoff Brabham e Eric Hélary. Atualmente, ele compete na categoria FIA GT.

## Carreira

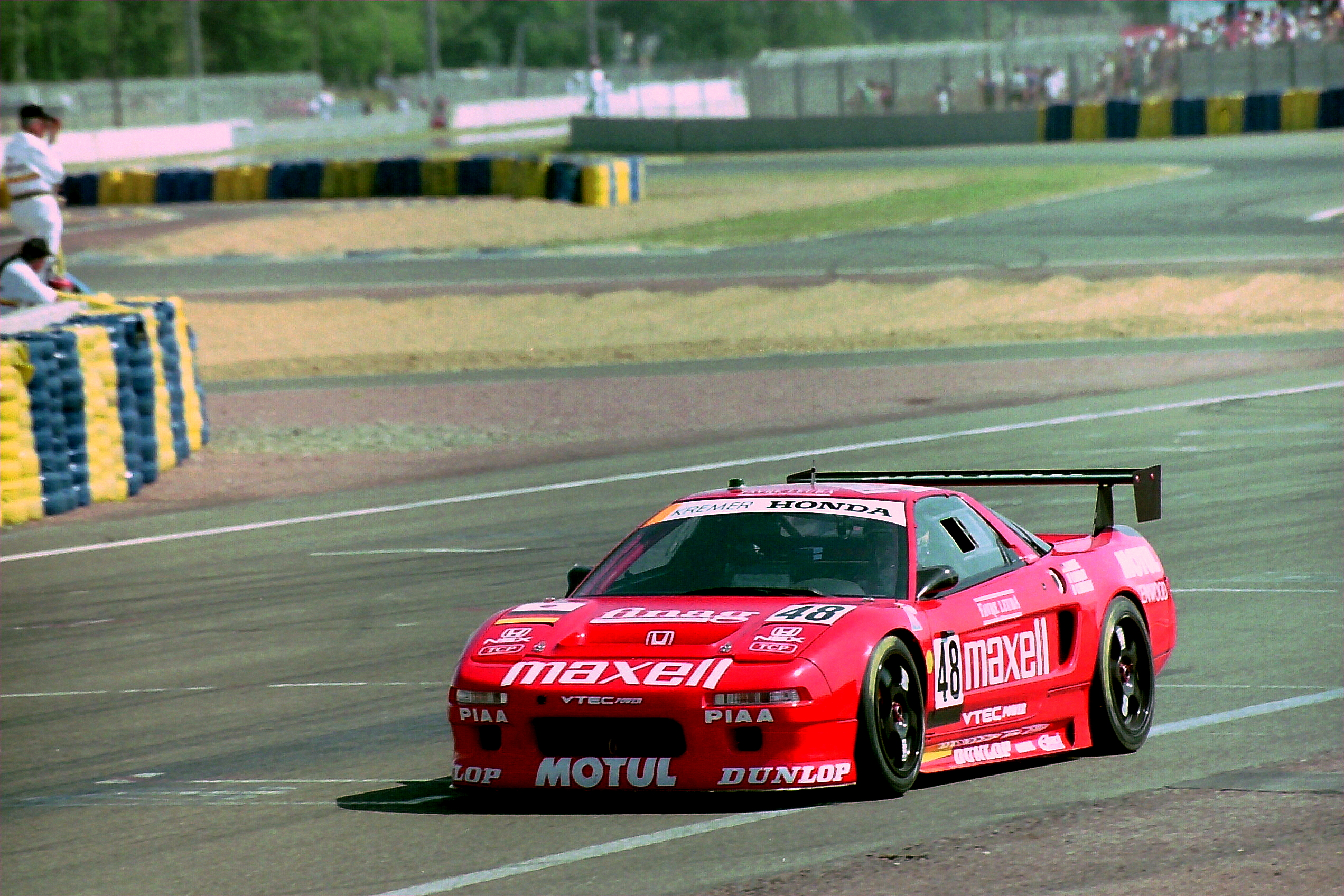
Carro de Bouchut nas 24 Horas de Le Mans de 1994.

Bouchut foi campeão francês de kart em 1987, Vice na Fórmula Ford 1600 em 1988 e campeão da Fórmula 3 Francesa em 1991 e tendo seu principal rival e futuro astro da Fórmula 1, Olivier Panis.
Em sua carreira, participou de 20 edições das 24 Horas de Le Mans: (1993 a 2005 e de 2007 até 2013). Também disputou corridas da Fórmula 3000, da Porsche Supercup e da NASCAR Whelen Euro Series.
Em seus 30 anos de corrida, ele conquistou 105 vitórias, 85 pole positions, quatro vitórias gerais em corridas de 24 horas: (Le Mans em 1993, Daytona em 1995, Spa em 2001 e 2002), três títulos FIA GT (2000-2002) e o campeonato da American Le Mans Series pela LMP2 de 2011.

## Quase ida à Fórmula 1
Bouchut quase disputou a temporada 1995 da Fórmula 1, pela equipe Larrousse. Porém, a falta de dinheiro fez com que a escuderia não participasse das primeiras etapas e, posteriormente, deixasse definitivamente a categoria antes do GP de San Marino.

## 24 Horas de Le Mans[3]
| Ano  | Equipe                                            | Nº  | Co-Pilotos                          | Chassi                             | Pneus | Classe | Voltas | Posição | Posição Na Categoria |
| Ano  | Equipe                                            | Nº  | Co-Pilotos                          | Motor                              | Pneus | Classe | Voltas | Posição | Posição Na Categoria |
| ---- | ------------------------------------------------- | --- | ----------------------------------- | ---------------------------------- | ----- | ------ | ------ | ------- | -------------------- |
| 1993 | Peugeot Talbot Sport                              | 3   | Eric Hélary Geoff Brabham           | Peugeot 905 Evo 1B                 | M     | C1     | 375    | 1º      | 1º                   |
| 1993 | Peugeot Talbot Sport                              | 3   | Eric Hélary Geoff Brabham           | Peugeot SA35 3.5L V10              | M     | C1     | 375    | 1º      | 1º                   |
| 1994 | Alemanha Kremer Honda Racing                      | 48  | Armin Hahne Bertrand Gachot         | Honda NSX                          | D     | GT2    | 257    | 14º     | 6º                   |
| 1994 | Alemanha Kremer Honda Racing                      | 48  | Armin Hahne Bertrand Gachot         | Honda 3.0L V6                      | D     | GT2    | 257    | 14º     | 6º                   |
| 1995 | Porsche Kremer Racing                             | 4   | Thierry Boutsen Hans Joachim Stuck  | Kremer K8 Spyder                   | G     | WSC    | 289    | 6º      | 2º                   |
| 1995 | Porsche Kremer Racing                             | 4   | Thierry Boutsen Hans Joachim Stuck  | Porsche Type-935 3.0L Turbo Flat-6 | G     | WSC    | 289    | 6º      | 2º                   |
| 1996 | Kremer Racing                                     | 1   | Jürgen Lässig Harri Toivonen        | Kremer K8 Spyder                   | G     | LMP1   | 110    | DNF     | DNF                  |
| 1996 | Kremer Racing                                     | 1   | Jürgen Lässig Harri Toivonen        | Porsche Type-935 3.0L Turbo Flat-6 | G     | LMP1   | 110    | DNF     | DNF                  |
| 1997 | Kremer Racing                                     | 30  | Andy Evans Bertrand Gachot          | Porsche 911 GT1                    | G     | GT1    | 207    | DNF     | DNF                  |
| 1997 | Kremer Racing                                     | 30  | Andy Evans Bertrand Gachot          | Porsche 3.2L Turbo Flat-6          | G     | GT1    | 207    | DNF     | DNF                  |
| 1998 | AMG-Mercedes                                      | 36  | Jean-Marc Gounon Ricardo Zonta      | Mercedes-Benz CLK-LM               | B     | GT1    | 31     | DNF     | DNF                  |
| 1998 | AMG-Mercedes                                      | 36  | Jean-Marc Gounon Ricardo Zonta      | Mercedes-Benz M119 5.0L V8         | B     | GT1    | 31     | DNF     | DNF                  |
| 1999 | AMG-Mercedes                                      | 5   | Nick Heidfeld Peter Dumbreck        | Mercedes-Benz CLR                  | B     | LMGTP  | 75     | DNF     | DNF                  |
| 1999 | AMG-Mercedes                                      | 5   | Nick Heidfeld Peter Dumbreck        | Mercedes-Benz GT108C 5.7L V8       | B     | LMGTP  | 75     | DNF     | DNF                  |
| 2000 | Larbre Compétition                                | 77  | Patrice Goueslard Jean-Luc Chereau  | Porsche 911 GT3-R                  | M     | GT     | 34     | DNF     | DNF                  |
| 2000 | Larbre Compétition                                | 77  | Patrice Goueslard Jean-Luc Chereau  | Porsche 3.6L Flat-6                | M     | GT     | 34     | DNF     | DNF                  |
| 2001 | Larbre Compétition                                | 58  | Jean-Philippe Belloc Tiago Monteiro | Chrysler Viper GTS-R               | M     | GTS    | 234    | 20º     | 4º                   |
| 2001 | Larbre Compétition                                | 58  | Jean-Philippe Belloc Tiago Monteiro | Chrysler 8.0L V10                  | M     | GTS    | 234    | 20º     | 4º                   |
| 2002 | Larbre Compétition                                | 50  | Patrice Goueslard Vincent Vosse     | Chrysler Viper GTS-R               | M     | GTS    | 319    | 18º     | 4º                   |
| 2002 | Larbre Compétition                                | 50  | Patrice Goueslard Vincent Vosse     | Chrysler 8.0L V10                  | M     | GTS    | 319    | 18º     | 4º                   |
| 2003 | Larbre Compétition                                | 86  | Patrice Goueslard Steve Zacchia     | Chrysler Viper GTS-R               | M     | GTS    | 317    | 16º     | 4º                   |
| 2003 | Larbre Compétition                                | 86  | Patrice Goueslard Steve Zacchia     | Chrysler 8.0L V10                  | M     | GTS    | 317    | 16º     | 4º                   |
| 2004 | Larbre Compétition                                | 69  | Patrice Goueslard Olivier Dupard    | Ferrari 550-GTS Maranello          | M     | GTS    | 317    | 14º     | 5º                   |
| 2004 | Larbre Compétition                                | 69  | Patrice Goueslard Olivier Dupard    | Ferrari F133 5.9L V12              | M     | GTS    | 317    | 14º     | 5º                   |
| 2005 | Cirtek Motorsport Russian Age Racing Convers Team | 61  | Nikolai Fomenko Alexey Vasilyev     | Ferrari 550-GTS Maranello          | M     | GT1    | 315    | 17º     | 5º                   |
| 2005 | Cirtek Motorsport Russian Age Racing Convers Team | 61  | Nikolai Fomenko Alexey Vasilyev     | Ferrari F133 5.9L V12              | M     | GT1    | 315    | 17º     | 5º                   |
| 2007 | Aston Martin Racing Larbre                        | 008 | Fabrizio Gollin Casper Elgaard      | Aston Martin DBR9                  | M     | GT1    | 305    | 7º      | 3º                   |
| 2007 | Aston Martin Racing Larbre                        | 008 | Fabrizio Gollin Casper Elgaard      | Aston Martin 6.0L V12              | M     | GT1    | 305    | 7º      | 3º                   |
| 2008 | Larbre Compétition                                | 50  | David Smet Patrick Bornhauser       | Saleen S7-R                        | M     | GT1    | 306    | 28º     | 7º                   |
| 2008 | Larbre Compétition                                | 50  | David Smet Patrick Bornhauser       | Ford 7.0 L V8                      | M     | GT1    | 306    | 28º     | 7º                   |
| 2009 | JMB Racing                                        | 99  | Manuel Rodrigues Yvan Lebon         | Ferrari F430 GT2                   | M     | GT2    | 304    | 29º     | 8º                   |
| 2009 | JMB Racing                                        | 99  | Manuel Rodrigues Yvan Lebon         | Ferrari 4.0 L V8                   | M     | GT2    | 304    | 29º     | 8º                   |
| 2010 | Kolles                                            | 14  | Scott Tucker Manuel Rodrigues       | Audi R10 TDI                       | M     | LMP1   | 182    | DNF     | DNF                  |
| 2010 | Kolles                                            | 14  | Scott Tucker Manuel Rodrigues       | Audi TDI 5.5 L Turbo V12 (Diesel)  | M     | LMP1   | 182    | DNF     | DNF                  |
| 2011 | Level 5 Motorsports                               | 33  | Scott Tucker João Barbosa           | Lola B08/80                        | M     | LMP2   | 319    | 10º     | 3º                   |
| 2011 | Level 5 Motorsports                               | 33  | Scott Tucker João Barbosa           | HPD HR28TT 2.8 L Turbo V6          | M     | LMP2   | 319    | 10º     | 3º                   |
| 2012 | Level 5 Motorsports                               | 33  | Scott Tucker Luis Díaz              | HPD ARX-03b                        | D     | LMP2   | 240    | DNF     | DNF                  |
| 2012 | Level 5 Motorsports                               | 33  | Scott Tucker Luis Díaz              | Honda HR28TT 2.8 L Turbo V6        | D     | LMP2   | 240    | DNF     | DNF                  |
| 2013 | Lotus                                             | 31  | Kevin Weeda James Rossiter          | Lotus T128                         | D     | LMP2   | 17     | DNF     | DNF                  |
| 2013 | Lotus                                             | 31  | Kevin Weeda James Rossiter          | Praga 3.6 L V8                     | D     | LMP2   | 17     | DNF     | DNF                  |